# Нижняя Давенда
Нижняя Давенда — упразднённое село в Могочинском районе Забайкальского края России. На момент упразднения входило в состав Давендинского городского округа. Упразднено в 2000 году.

## География
Располагалось на левом берегу реки Давенда в месте впадения в нее реки Нижняя Давенда, на расстояние примерно 4 км по прямой к юго-востоку от поселка Давенда.

## История
Возникло как золоторудный прииск.
По данным 1926 года на прииске Нижняя Давенда имелось 26 хозяйств (1 крестьянского типа и 25 прочих) и проживало 32 человека (29 мужчин и 3 женщины), основное население - китайцы. В административном отношении входил в состав Горбиченского сельсовета Усть-Карийского района Сретенского округа Дальневосточного края.
Законом Читинской области от 14 апреля 2000 года № 212-ЗЧО населённый пункт исключен из учётных данных.